# Есболатова, Катша
Катша Есболатова (1913 год, аул Чубар, Копальский уезд, Семиреченская область, Российская империя — дата и место смерти неизвестны) — колхозница, звеньевая колхоза «Жаналык», Герой Социалистического Труда (1948).

## Биография
Родилась в 1913 году в ауле Чубар Копальского уезда ((ныне — село Алдабергеново Жетысуской области, Казахстан).
В 1930 году вступила в колхоз «Жаналык» Талды-Курганского района Талды-Курганской области. В 1936 году была назначена звеньевой свекловодческого звена. В 1944 году вступила в ВКП(б).
В 1947 году свекловодческое звено под управлением Катши Есболатовой собрало с участка площадью 2 гектара по 873 центнеров сахарной свеклы. За этот доблестный труд была удостоена в 1948 году звания Героя Социалистического Труда.
Проживала в селе Алдабергеново.

## Награды
- Герой Социалистического Труда (1948)
- 2 орден Ленина (1948, 1949)